# 団地

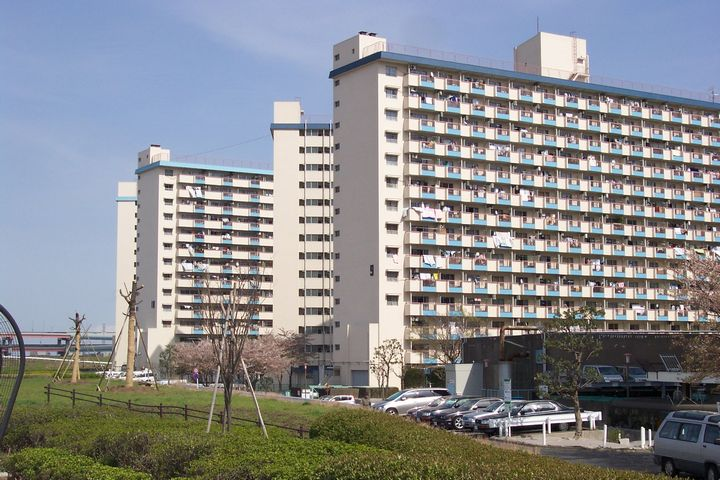
団地の様子（東京・豊島5丁目団地）

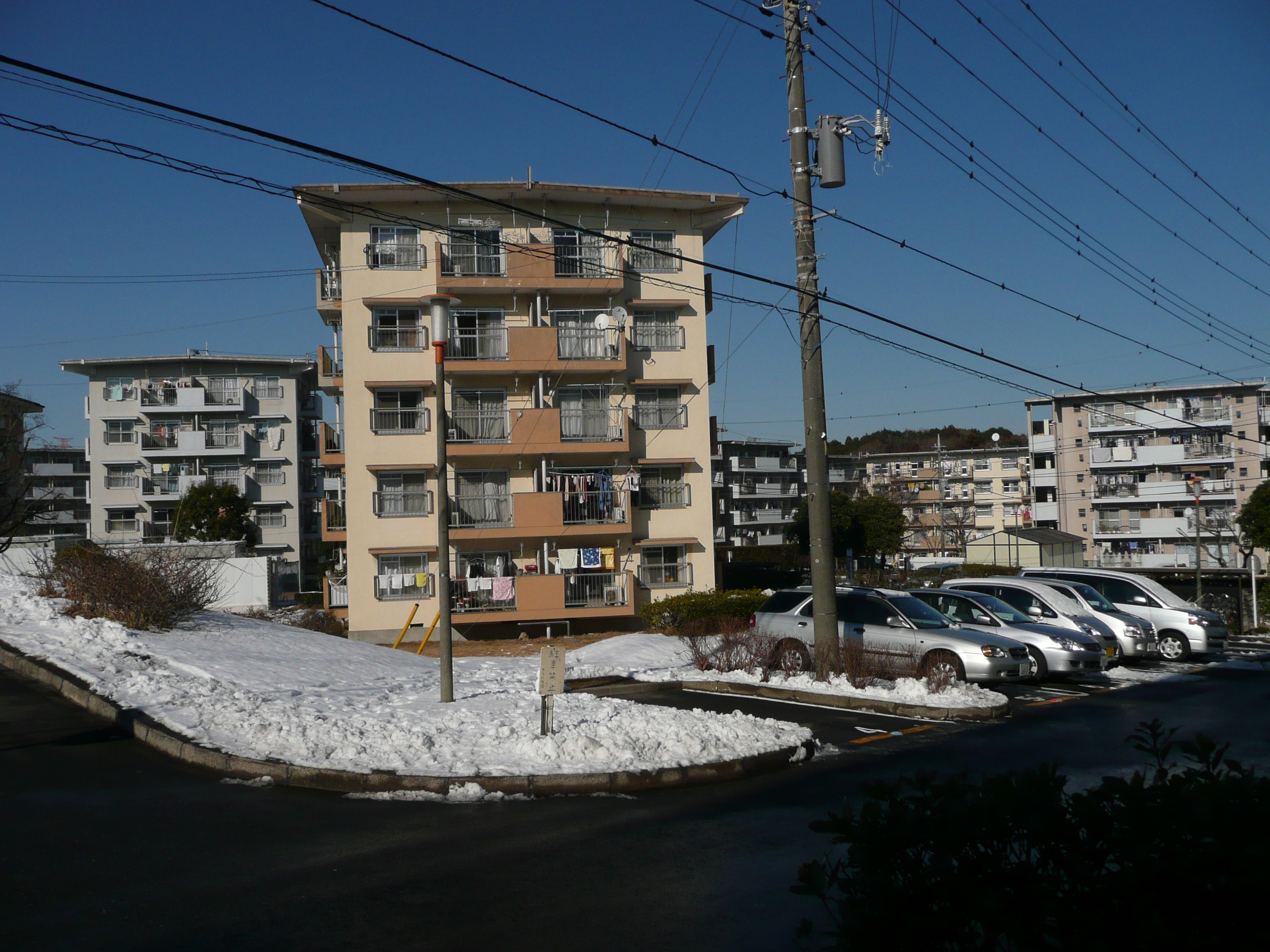
1960年代までは低層の団地が建てられていた

団地（だんち、英語: apartment complex）は、生活または産業などに必要とされる各種インフラおよび物流の効率化を図るために、住宅もしくは目的・用途が近似する産業などを集中させた一団の区画もしくは地域、またはそこに立地している建物および建造物を指す。
「団地」とは本来は工業団地や流通団地のように「単一機能が集積する土地」をいう。
一般的には中高層の賃貸アパートを指すことが多いが、地理学上は住宅団地には戸建ての建売住宅や住宅用の土地分譲によって一定の戸数が集合しているものも含めるべきと考えられている。

## 住宅団地
住宅団地は単に家屋が密集している場所を指すのではなく、生活関連の諸施設が完備され管理されているものをいう。
団地の土地性には、地域構造、地形・気象、自然および歴史的要素などがある。
- 地域構造 - 団地建設は周辺地域に大きな影響を及ぼし、団地建設の際には都市圏において占める立地条件を考慮する必要がある[3]。
- 地形・気象 - 団地用地の平面形状、高低差、地質、気象条件などの直接的要因に合わせる必要があり、防災安全性、快適性、景観、経済性、団地外への影響などを考慮すると様々な計画があり得る[3]。
- 自然および歴史的要素 - 団地用地が山林や農地の場合には保存緑地などの自然要素として残されることがある[3]。歴史的な民俗跡や工場跡地の一部が保全されている場合もある[3]。

また団地の構成要素にはインフラ造成、グルーピング・オープンスペース、住棟配置デザイン、景観・シンボルなどがある。
- 丘陵地を宅地化する場合には、大造成平坦宅地化、なだらか造成、自然地形利用の3タイプがある[3]。
- 団地道路の配置には、外周サービス道路型、団地内ループ道路型、放射道路型がある[3]。
  - 外周サービス道路型 - 外周道路により団地内の歩車分離は容易になるが団地外との関係が遮断される[3]。
  - 団地内ループ道路型
  - 放射道路型 - 団地内に放射状に道路を設置するため周辺地区と一体化しやすいが団地内は通過交通で分断されるおそれがある[3]。

### 欧州の住宅団地

#### イギリス
第一次世界大戦の勃発後、イギリスでは戦争長期化に伴って住宅問題が発生し、500万の塹壕の兵士と300万の軍需労働者の貢献に報いる観点から良質の住宅供給が戦後再建の柱と考えられるようになった。住宅検討委員会の審議の結果、1918年の『チューダー・ウォルターズ報告』では1エーカー当たり12戸の低密度の間口の広い庭付き住宅の建設などが提言された。
第一次世界大戦を契機とする公的介入政策の結果、『チューダー・ウォルターズ報告』に沿った公共賃貸住宅の大量供給が実現し、田園郊外型の住宅団地が採用されたことで過密の中心市街地から都市周縁への住民の大規模な分散が生じた。ロンドン州議会が大戦間期に供給した82,000戸のうち、61,000戸は主として15の比較的小規模な郊外型住宅団地のcottageestatesに建設された。その例外がロンドン州の郊外に開発されたベコントリー団地であり、戸数25,039戸、収容人口112,570人で当時としては世界最大の住宅団地であった。一方で住宅供給には限界もあり、高水準の住宅だったため相対的に高家賃となり、入居者の階層が限定され、さらに1930年代にスラムクリアランスが本格化したことで低所得層の中には生活費の高騰により貧困に陥ったり旧市街に戻る者もいた。
第二次世界大戦後、1956年の法改正でイギリスの公営住宅政策は、一般的ニーズへの対応から大都市のスラムクリアランス事業に重点を移し、住宅の形態もハウス系の公営住宅は大幅に減少し、中高層住棟が大幅に増加した。しかし、1950年代後半以降に建設された公営住宅、特にスラムクリアランス事業と大規模公営住宅団地の建設に対して、無神経なプランニング、プアなデザイン、非人間的な立ち退きなど住民等への配慮を欠くとの指摘がなされた。
1980年代初頭になると第二次世界大戦後の復興期に建設された住宅の老朽化が進み、さらに団地の社会的環境の荒廃が重要な政策課題として浮上した。イギリス政府は1980年代の初めから公営住宅団地の再生事業を開始し、コミュニティ参加と自立自助、公営住宅の民営化を基本としたが、これらの物的環境の改善対策と同時に、雇用対策、職業訓練、青少年教育、犯罪防止など多面的な対策を実施した。
1985年には地理学者アリス・コールマンが研究レポート『ユートピアへの審判－計画住宅地のビジョンと現実』を発表すると、首相のマーガレット・サッチャーの支持を受け、コールマンの指導の下でデザイン改善実験プロジェクトDICE（Design Improvement Controlled Experiment）が行われた。

#### フィンランド
フィンランドでは巨大な規模の団地はみられず、そのため団地の更新も全面的な建て替えではなく部分的改修によることが多い。ヘルシンキ市では1990年代末に1960年代に建設された団地の更新が必要となり、都市計画局を中心に郊外住宅団地の調査や目録作成、報告書の作成が行われている。

#### スウェーデン
スウェーデンでは多くのヨーロッパ諸国とは異なり、第二次世界大戦での直接的な被害を受けなかったが、1960年代から70年代初頭にかけての社会民主労働党政権下で10年間で100万戸を建設する「ミリオン・ホームズ・プロジェクト」が実施された。ミリオン・ホームズ・プロジェクトでは短期間に大量の住宅を建設するため、あらゆる合理化が行われ、郊外の住宅団地には巨大長大高層住棟が出現した。しかし、エリアによっては建設直後から大量の空き家が発生し、1990年代にはユーゴスラビアやボスニア・ヘルツェゴビナの紛争による難民を受け入れたが、言語や雇用などの面で社会的に疎外感のある状況に置かれ、物理的にも交通な不便な地が多かったため陸の孤島のような状況となり課題となっている。

#### オランダ
オランダではアムステルダムの南東約7.5kmに、総戸数14,000戸、計画人口6万人の大規模高層団地ベルマミーア団地が建設された。しかし、ベルマミーア団地では治安が悪化して問題団地と呼ばれるようになったため、高層住宅の撤去や売却（民間の低層住宅への建て替え）、住民の社会的・経済的諸条件の改善の施策、団地の管理の強化など再生事業が行われた。
オランダの内陸都市アームスフォートでは、地域で消費する電力量の50%を太陽光発電でまかなう画期的なソーラーシステム団地が誕生している。

#### 旧ソ連
1960年代のソ連政府はフルシチョフカ（ロシア語: хрущёвка; IPA: [xrʊˈɕːɵfkə]）という集合住宅をソ連邦内に数多く建設した。低コストで、パネル工法あるいはレンガで作られており、3階から5階建てである。建設にはその名前にある通り、ニキータ・フルシチョフが監督している。もともとこの建物は、成熟した共産主義によって住宅不足が軽減されるまでの、一時的な住宅であると考えられていた。フルシチョフは20年以内に社会主義から共産主義に移行できると予測した。その後、レオニード・ブレジネフは各家族に「1人1部屋の確保と1部屋分の追加」を約束したが、今日も多くの人がフルシチョフカに住み続けている。

### 日本の住宅団地

#### 定義
住宅団地の定義は行政の法文上の規定を欠いているため、研究者による定義も面積、戸数、人口などの基準に違い少しずつ違いがある。なお、建物の区分所有等に関する法律の第二章に「団地」の規定があり、65条に「一団地内に数棟の建物があつて、その団地内の土地又は附属施設（これらに関する権利を含む。）がそれらの建物の所有者（専有部分のある建物にあつては、区分所有者）の共有に属する場合」の規定があるが、「団地」そのものを直接定義しているわけではない。国土交通省の住宅団地数の推計では、「1.同一敷地内に計画的に建てられている二棟以上の共同住宅群で、2.分譲敷地を含むおおむね50戸以上のもののうち、3.当該敷地が区分所有者等により共有されていると推定されるもの」と定義されている。

#### 団地設計
建築基準法では、一敷地一建築物が原則であり、建築基準法第86条第1項の一団地建築物設計制度と同法第86条第2項の連担建築物設計制度は、特例的に複数建築物を同一敷地内にあるものとみなして建築規制を適用する制度となっている。
団地設計の定義については、渡邉高章「日本住宅公団黎明期における団地設計活動に関する研究」で説明されており、「団地設計とは土地利用計画、道路設計から住棟の配置計画までいたる一連の設計活動を指すものである。」とされている。それに対し、配置計画については「住棟を敷地内にプランニングしていく作業を指し、必ずしも道路設計と一体化していないことが多い。」としている。

#### 歴史
団地や「ダイニングキッチン」の概念を生み出した日本住宅公団初代設計課長の本城和彦から聞き取りを行った建築史家の藤森照信によると、「団地」とは「集団住宅地」の略であり、これを住宅営団の内部で略して「団地」と言っていたらしい。「集団住宅地」の語の初出は1939年に日本建築学会主催で開かれたコンペ「労務者向集団住宅地計画」であり、これが戦後の1955年、日本住宅公団の「公団住宅」として実を結んだ。「団地」の語の初出は1958年に刊行された住宅公団のパンフレットである。団地の設計に当たっては西山卯三の「食寝分離論」が取り入れられた。
1955年に日本住宅公団によって建設が始まった公団住宅は、水洗トイレ、風呂、ダイニングキッチン、ベランダなどを取り入れ、近代的なものとして憧れの住宅だった。
1960〜1970年代までに建設された団地は5階建てまでになっているのが多く、エレベーターが設置されていないものが多い（集合住宅では、5階までであればエレベーターの設置が義務づけられておらず、6階以上でエレベーターを設置する義務がある。設置されていてもカゴのサイズがあまり大きくないこともあり、引越しなどで家具を搬出入する際の弊害になることがある）。
また後述の建て替えにも関係するが、住居者の高齢化などにより、階段の昇り・降りに対する負担が大きくなっていることも踏まえ、既存の建物に後付けする形でエレベーターやスロープ・手すりなどを設置する工事を進めている。具体的には3－5階の居住者の高齢者世帯率の高い住居から優先して施工するが、建物の老朽化や、耐震補強などの工事を行う場合は、その工事の進捗状況に応じて実施するが、建物の構造上の問題や物理的な問題などで設置できない場合があったり、維持費の都合上家賃や共益費などの値上げを含めた負担増などの問題もある。

#### 建て替え

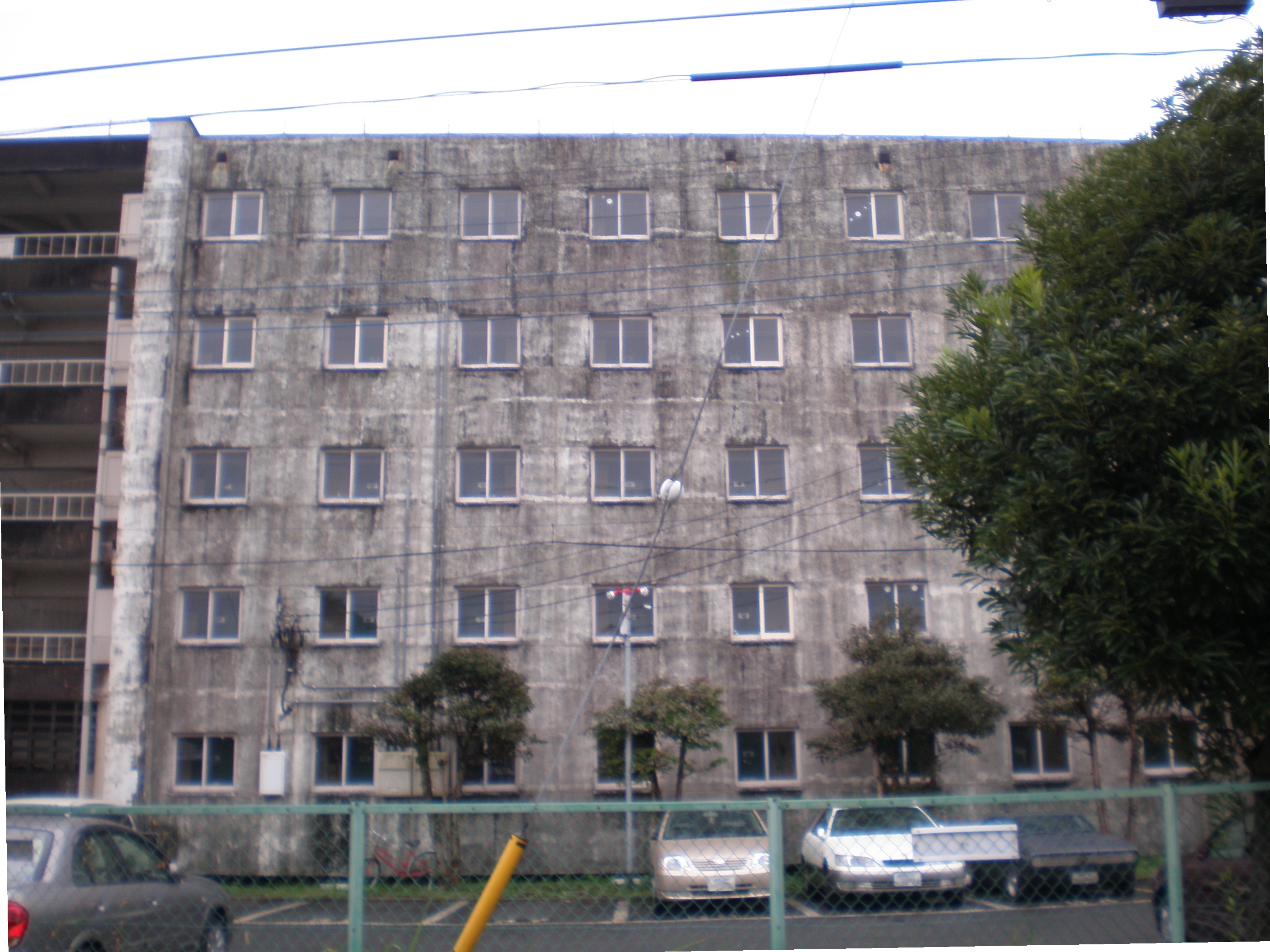
1950年代に日本住宅公団によって立てられ、老朽化した荻窪団地（建て替え後シャレール荻窪）

高度経済成長期に数多く建てられた団地は、2000年代頃から老朽化とともに住民が高齢化し、バリアフリーや引越し時における負担の観点から大きな課題を抱えるようになった。また治安も懸念されるようになった。そのため建て替えが相次いで行われるようになった。容積率に余裕を持って建てたものが多く、住宅需要の高い地域であれば高層化して戸数を増やし、余った敷地を売却して分譲住宅を建設し資金を賄うなどの手法で団地建替えが増加した。
建て替え後は一新したイメージを出すため「団地」という名称を使わないことが主流となっている。
建て替えられた団地
- 草加松原団地 - かつて東洋一の団地と称されたが、コンフォール松原となった。また、最寄りの松原団地駅も獨協大学前駅に改称された。
- 上野台団地 - コンフォール上野台。他分譲住宅地。
- 豊四季台団地 - コンフォール柏豊四季台。
- 赤羽台団地 - ヌーヴェル赤羽台。街並みがグッドデザイン賞を受賞。
- 桜上水団地 - 都内最大の団地建替え事業。桜上水ガーデンズとなった。
- 桜堤団地 - サンヴァリエ桜堤。
- ひばりが丘団地 - ひばりが丘パークヒルズ。他分譲地。
- 諏訪二丁目住宅団地 - Brillia多摩ニュータウン。日本最大級の分譲団地一括建替え事業。
- 多摩平団地 - 多摩平の森。
- 原宿団地 - ザ・神宮前レジデンス。
- 小杉御殿団地 - 公団住宅の建て替え第1号となった団地。
- 志賀団地 - 中部地域初の公団住宅であり、中部地域の建て替え第1号の団地でもあり、アーバンラフレ志賀となった。
- 星ヶ丘団地 - L字型ポイントハウスが最初に建設された団地だったが、アーバンラフレ星ヶ丘となった。
- 鳴海団地 - L字型ポイントハウスが最後に建設された団地だったが、アーバンラフレ鳴海となった。なお、1970年代以降に建てられた住棟は建て替えられておらず現存。
- 鳴子団地 - スターハウス、ボックス型ポイントハウスという2つのポイントハウスが混在した団地だったが、一部の住棟は建て替えられアーバンラフレ鳴子となった。
- 金岡団地 - 日本住宅公団による公団住宅第1号だったが、サンヴァリエ金岡となった。
- 香里団地 - 日本住宅公団が開発した郊外型大規模住宅団地の先駆けだったが、香里ヶ丘みずき街（旧A地区）、香里ヶ丘けやき東街（旧B地区）、香里ヶ丘さくらぎ街（旧C地区）となった。なお、D地区とE地区棟は建て替えられておらず現存。
- 春日丘団地 - サンヴァリエ春日丘。
- 阪南団地 - サンヴァリエあべの阪南。
- 大橋団地 - 日本住宅公団福岡支所下において、賃貸住宅として最後にスターハウスが建設された団地だったが、アーベインルネス大橋となった。
- 香椎団地 - アーベインルネス香椎。

#### 戸建団地
戸建の団地には以下のようなものがある。

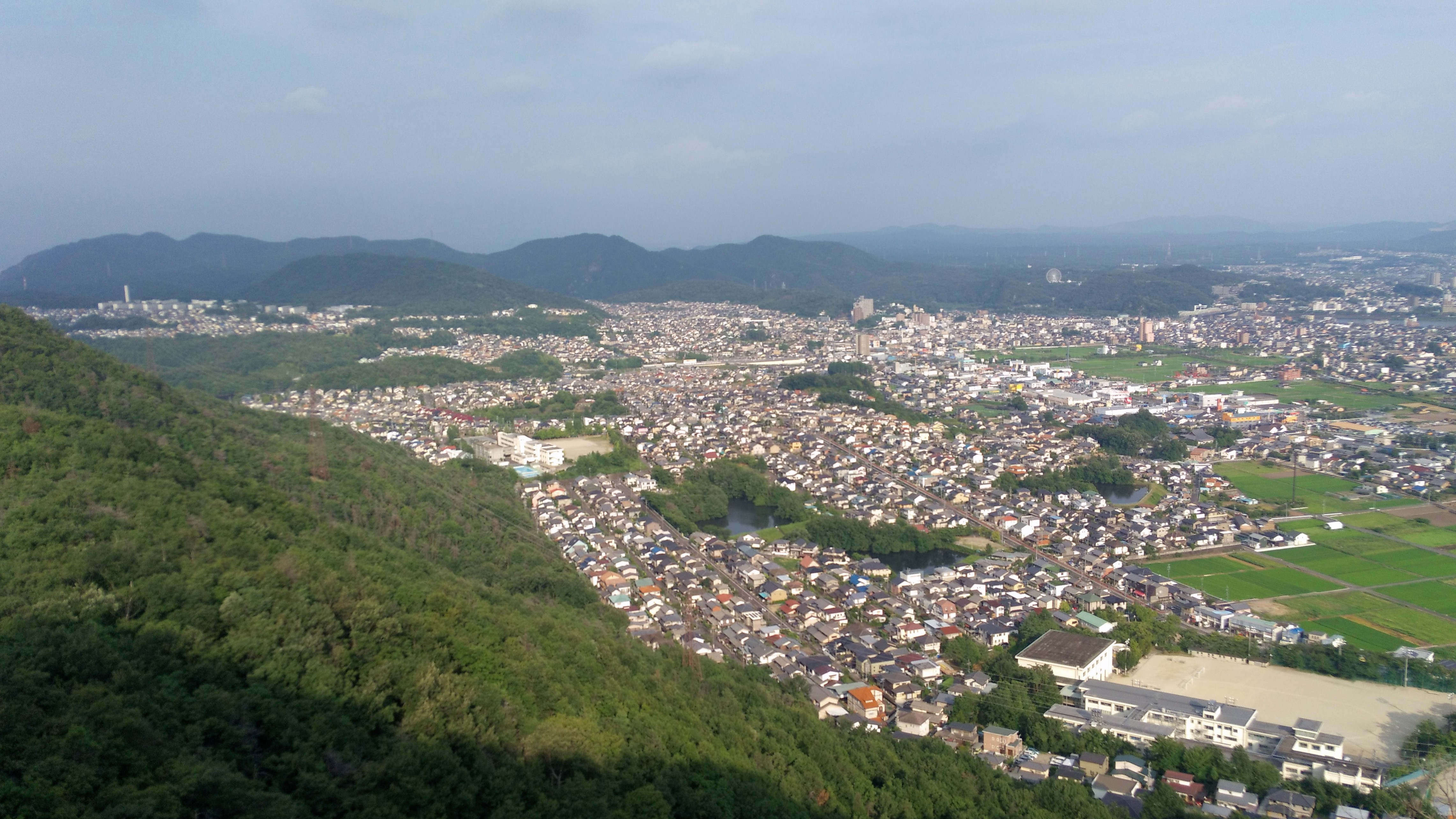
戸建の住宅団地群

- 若槻団地...長野県企業局が造成・分譲した住宅地が広がり、一戸建てが整然と並んでいる
- 白銀台団地...八戸市
- 茂庭台団地戸建住宅地...仙台市太白区。その他仙台市内に同様の住宅団地は鶴ヶ谷・泉パークタウン・南光台・長命ヶ丘・泉ビレジ・将監・黒松などがある
- 七里第二団地…埼玉県さいたま市見沼区にある、戸建て住宅地
- 釜井台団地…栃木県宇都宮市下岡本町にある、戸建て住宅地
- 勝田台駅の南側に広がる戸建て住宅地
- 香椎神宮駅西側...昭和40年代に開発された一戸建ての住宅団地になっている
- 広島県、とりわけ広島市とその近隣市町村では、単に「団地」と呼んだ場合、特に山の上等に造成された住宅団地を指すことが多い。広島市北西部に位置する西風新都にはA.CITYや花の季台・こころなど多数の住宅団地が群集している。なお一般的な「団地」は県営（市営・公営）住宅などと、住宅団地とは区別して呼ばれる。

#### 団地の名称
名称をつけるのに法的な規程はなく、団地という言葉自体も法的な規程はないが、建築基準法といった法規の建築用途区分上、日本では宅地であり、共同住宅タイプの団地建物は全てアパートメント、となる。規程が無いことで土地形態や場所、構造、規模仕様においての名称区別などもないので、建物の名称にはアパート、マンション、ハイツ、コーポといった団地にゆかりのある名称を付ける場合がみうけられ、近年では都市再生機構の団地立替時に、新たな名称として付けられる場合がある。
日本でマンションとは主に鉄骨や鉄筋コンクリート、鉄骨鉄筋コンクリート造の中高層建物の集合住宅のうちで、通常は民間会社から販売され分譲形式になっているもの。
集合住宅・住宅団地などにつける呼び名として、以下のものがある。
ハイツ
ハイツ（heights）は高台にある集団住宅や集団住宅地を意味した。近年日本ではヒルズも同様に使用される。
コーポ
主に木造や軽量鉄骨造の建物の集合住宅で使用されるコーポには語源説はいくつかあり、コーポラスが短くなってコーポになったことは知られているが、コーポラスの発生自体いろいろ語源説をもっている。共同組合の住宅を意味するコーポラティブハウスからコーポラス、これを略してコーポになったというものと、鉄筋コンクリート造の高級分譲アパートを意味するcorporate houseを略したものとある。

### コハウジング
コハウジング（cohousing）は、デンマークを中心に発展した居住形態であるボフェレスカーバの英訳である。1960年代に考案されたもので、台所・浴室・トイレを完備する個々の住戸群と、食事や娯楽など日常生活の一部を共同化する共用空間とを組み合わせた集住形態をいう。共住方式と呼ぶこともある。
コウハウジングは1980年代後半にはアメリカ合衆国にも導入され、1991年に第1号となるコウハウジング“MuirCommons”がカリフォルニア州デービスに完成した。
コウハウジングはスウェーデンのコレクティブハウジングと同義とされ、日本ではコレクティブハウジングの名前が一般的に普及している。また、各住宅の敷地境界に設える塀としての垣根を取り払う、若しくは生垣の植栽を低いものにする、等々の物理的な開放性を高くし、隣接する互いの敷地を視覚的に一体化した形式として垣根開放団地とも呼ばれている。三菱地所による神奈川県逗子市の高台に位置する逗子披露山庭園住宅（披露山公園）が日本国内の代表例。一戸当たりの平均的な敷地面積は300坪だが前述の物理的な開放性により数倍の広さに見えるのが特徴。

## 工業団地
工業団地も単に何の関連もない工業が密集している場所ではなく、生産の効率的結合、輸送手段の整備、公害防止の共同施設といった集積のメリットが期待できる形態でまとまっている場所をいう。
工業団地では、工場から発生する音や振動等を周辺地域に及ぼしたり周辺環境を乱さないよう、住環境と離れた位置に集中して建設されることが多い。加えて工業団地では物流の観点から、原材料や製品を効率的に運般可能とするために高速道路や主要幹線道路に近い立地条件に開発される場合が多い。
一般に、大規模なものが大都市の近郊や高速道路・鉄道路線などに設けられることが多い。また、大都市中心部などに置かれた大規模工場を住宅地に変更する際にもこの手法が採り入れられる事がある。建設の際には目的に合致した都市インフラ設備の整備も合わせて行われる。

## 農業団地
農業団地とは生産段階や流通段階で農業の組織化が図られ、その機能が個人経営の範囲を超えて効率的に実働できる単位にまでまとまった場所をいう。
農業団地では、農産物を集荷し加工運般するための工場等が必要となる場合もある。

### 日本の農業団地
日本では、特に生産段階で個別経営の範囲を超えて作目別に機械や施設が効率的に実働できるようまとめた団地を高能率生産団地と、流通段階も含めて広域にわたって生産から流通、加工までの体制を整備する広域営農団地がある。
農業団地の一例を示す。果樹団地、営農団地などとも呼ばれる。観光農園施設、観光果樹園として運営されるものもある。
- 大平町ぶどう団地 - 栃木県栃木市大平町
- 南信州の観光農園: 井戸入りんご団地 - 飯田市
- JAはが野益子観光いちご団地 - 栃木県芳賀郡益子町塙
- みやざき種子田団地
- 西島園芸団地 ニシジマフラワーガーデン - 高知県南国市廿枝
- 新開団地 - 島根県浜田市金城町
- 市田施設園芸団地 -
- 日田観光さくらんぼ団地 - 山形県寒河江市和泉田
- 種子田団地 - 宮崎県小林市の観光農園団地
- フルーツランドいけだ - 群馬県沼田市池田地区果樹団地の総称
- 奈良ぶどう団地
- 羽沢町営農団地「菅田・羽沢農業専用地区」
- 岡谷ぶどう団地
- 上発知町天狗の里フルーツ団地
- 大阪府和泉市仏並町農業団地
- ガーベラ団地 - 千葉県白子町
- 藤山パイロット梨団地 - 福岡県久留米市藤山町
- 桧山果樹団地 - 周南市須金桧山
- 北島町農業公園B菜団地 - 徳島県北島町
- 椎の木団地観光農園「エコファーム内子」
- ダナ高原そ菜団地 -高山市荘川町黒谷
- 果樹園団地有田巨峰村 - 和歌山県有田郡有田川町川口
- 黒川東営農団地・観光農園 - 神奈川県川崎市麻生区黒川
- 川里水耕組合団地 - 埼玉
- 伊久間原桑園団地
- 鍋田地区さくらんぼ生産団地 - 南陽市
- 新島村生産団地「くさやの里」

### ベトナムの農業団地
2010年1月にベトナム政府は「2020年までの高度技術を導入する農業を開発するプロジェクトの承認」を決定し、2021年12月までに国内に12か所のハイテク農業団地を設立し、バイオテクノロジー、空中栽培、水耕栽培、温室・防虫ネットハウス栽培等に関するノウハウと技術を採用して農業を行っている。

## パーク
パーク（park）は、古フランス語の「囲い」を意味する parc を語源として、特定の目的をもった地域や場所を表す名称で以下に示す団地で用いられる。
エネルギー団地をエネルギーパーク（energy park）、工業団地・産業団地、流通団地等をテクノロジーパーク (technology park）、テクノパーク、ハイテクパーク、サイエンスパーク（science park）など。
また、スカイパーク（sky park）は、諸外国では飛行場付きの住宅団地の意味だが、日本ではそれとは異なり、以下の使用例がある。
大分県竹田市久住町にある展望台・スカイパークあざみ台 、大阪国際空港周辺緑地の伊丹スカイパーク、福島県福島市大笹生にある農道離着陸場のふくしまスカイパーク、長野県松本平広域公園の愛称信州スカイパーク、阪神競馬場のスカイパークステージ、高知県の遊園地・三宝山スカイパーク、三郷市にある三郷スカイパーク、秋田県の寒風山回転展望台・通称スカイパーク、FMおおむらの中継局・平尾スカイパーク、黒崎そごうの屋上・大スカイパーク、南陽市にある南陽スカイパーク、大村市にあるピクニックやドライブ向けの施設・琴平スカイパーク、白鷹町にある白鷹スカイパーク、航空公園・たきかわスカイパーク、白石町の有明スカイパークふれあい郷、芽室町のスキー場や展望台の新嵐山スカイパーク、など。

## 団地を含む言葉
団地の登場により団地関連の流行語が多数登場した。
団地族
団地族とは、1960年版『国民生活白書』によると「世帯主の年齢が若く、小家族で共稼ぎの世帯もかなりあり、年齢の割には所得水準が高く、一流の大企業や公官庁に勤めるインテリ、サラリーマン」とされている。生活合理化への意識の高さから、パン食・イスに代表される洋式の生活や「三種の神器」(テレビ・電気洗濯機・電気冷蔵庫)に代表される電化製品・耐久消費財が、一般に比べいち早く普及していた。
1958年頃から団地族という名がジャーナリズムでさかんに使われるようになり、世間の羨望を集めた。「ダンチ族」という言葉が初めて使われたのは『週刊朝日』1958年7月20日号の記事「新しき庶民ダンチ族 アパート住まいの暮らしの手帖」で、「ダンチ族は新しい都会の中堅庶民層」としてその生活エピソードを紹介している。
団地病 / 団地ノイローゼ
ノイローゼを参照。
団地っ子
団地の子供のこと。団地っ子は同じ団地の子と遊ぶことが多く、遊びのルールなどでは正当なものを重視する傾向にあったとされる。また親は専門職や技能的職業を期待する傾向にあり、団地っ子は夢が少なく現実を見る傾向にあったとされる。周囲から浮いて教師から協調性が無いと見られることもあった。
団地妻 / 団地マダム
有閑マダムの一種。団地妻は一日に約7時間の余暇時間があり、その余暇を新聞やテレビを見ることなどで過ごしていた。各住戸が鉄扉（玄関ドア）一枚で仕切られるようになり、隣戸間（りんこかん）の相互干渉が減少し、発生したとされる。複数の映画シリーズ、小説が生まれた。
団地商売
団地には大型バスによる移動文化教室（移動映画館）、菓子や野菜の行商などの団地商売が登場した。
団地気質
団地の気質。
団地犯罪
団地で起きた犯罪のこと。
団地萌え
工場萌えなどと同様、団地そのものを趣味（萌え）の対象にすることを呼ぶ。現在、様々な団地の写真を集めた写真集やWebサイトなどが複数作られている。

## 団地文化
当初の団地族には若い核家族が多かった。団地族の夫婦は農村の夫婦に比べ夫婦間の価値観の一致も相違も大きいものとなっていた。
団地文化では近所付き合いや子供の教育を含む家庭生活全てを母親が取り仕切って行っており、旧来の厳父慈母とは逆に母親の方が責任感が強く父親の方が無責任であり、団地っ子もそれを反映してか非団地の子供に比べ男子がより内向的、女子がより外向的な性格の傾向にあったとされる。
しかしながら団地族はプライバシーを重視しており、近所付き合いも下町と異なり深いものでは無く、良く都心に出掛けるため地元へ関心も薄く、地方政治にも無関心であり、地縁よりも学縁や趣味の縁、社縁を重視していたとされる。
出費では雑費を抑えて家具や家電、生活用品への支出が多くなっていたが、これは団地族が生活を楽しむ現れであったとされる。

## 団地を舞台とする作品
- しとやかな獣 - 1962年、監督川島雄三
- 私は二歳 - 1962年、監督市川崑
- 壁の中の秘事 - 1965年、監督若松孝二
- まんまる団地 - 1975年連載開始の漫画
- 夕陽カ丘三号館 - 1972年のテレビドラマ
- 童夢 - 1980年連載開始の漫画
- 団地殺人事件シリーズ - 1984年のテレビドラマ
- 家族ゲーム - 1983年の映画、監督森田芳光
- 耳をすませば - 1989年の漫画。1995年にアニメ映画化
- しあわせ団地 - 1999年連載開始の漫画
- ピカ☆ンチ LIFE IS HARDだけどHAPPY - 2002年の映画、監督堤幸彦
- 団地ともお - 2003年連載開始の漫画
- みなさん、さようなら - 2007年の小説。2013年に映画化
- 未来ハウジングの今：ベルリン・インターバウ・ハウジングの記録 - 2007年の映画、監督Marian Engel。ドイツ・西ベルリンにある1957年築の団地のドキュメンタリー
- ひょっとこスクール - 2008年
- クロユリ団地 - 2013年の映画
- 桜の樹の下 - 2015年の映画、監督田中圭、川崎市営野川西団地のドキュメンタリー
- 団地 - 2016年の映画、監督阪本順治
- 海よりもまだ深く - 2016年の映画、監督是枝裕和
- 限界団地 - 2018年のテレビドラマ
- 雨を告げる漂流団地 - 2022年の映画、監督石田祐康

### 団地妻をテーマとする作品
- 団地妻シリーズ
  - 団地妻 昼下りの情事 - 1971年の映画
- 東京警備指令 ザ・ガードマン - テレビドラマ
  - 第269話 団地奥さんがスターになる方法
  - 第281話 団地奥さんヌードの悲劇
  - 第291話 バクチで稼ごう！団地奥さん

### 団地っ子をテーマとする作品
- 東京警備指令 ザ・ガードマン 第306話 団地っ子 性教育だ全員集まれ！